# ポンディシェリーの海戦
ポンディシェリーの海戦（ポンディシェリーのかいせん、英語: Battle of Pondicherry）、またはポルト・ノヴォの海戦（ポルト・ノヴォのかいせん、フランス語: Bataille de Porto Novo）は七年戦争および第三次カーナティック戦争中の1759年9月10日、インドのポンディシェリー沖で生起した海戦。ナーガパッティナムの海戦に続いて、ジョージ・ポコックのイギリス艦隊とアンヌ・アントワーヌ・ダシェのフランス艦隊の3度目の戦闘である。
ダシェ艦隊はイル＝ド＝フランスからの増援と資金を載せて、インドにおける本拠地のポンディシェリーに向かっていたが、ポコックはそれを奪取しようとして海戦に挑んだ。海戦自体は決着がつかなかったが、ダシェは増援と資金を失わずにポンディシェリーまで輸送することに成功し、戦術的には勝利と言えた。しかし、この成功は大勢に影響することがなく、第三次カーナティック戦争におけるフランスの情勢は不利のままであった。

## 1759年のインドの情勢

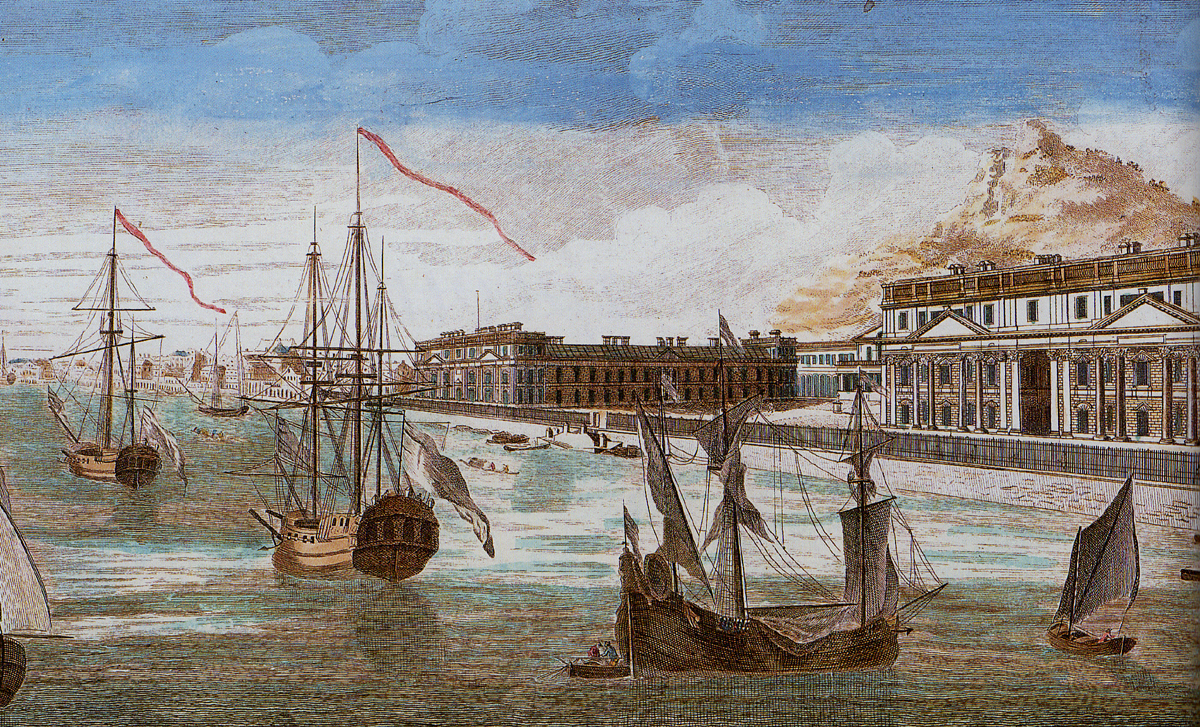
1750年ごろのポンディシェリー。この海戦はフランス軍の大半が駐留するポンディシェリーへの増援や補給をめぐって生起したものであった。インド会社博物館所蔵。

1759年は七年戦争の4年目、第三次カーナティック戦争の3年目だったが、戦況がフランスに不利に傾き始めた年でもあった。1758年、ラリー伯爵がインドに到着したが、同時期にアンヌ・アントワーヌ・ダシェ率いるフランス艦隊が窮地に陥っていた。ラリー伯爵はカーナティック地方のカッダロールを奪取した後、1758年11月にイギリスの本拠地マドラスを包囲したが、イギリス軍が粘り強く抵抗し、フランス艦隊の援護もなかったため失敗した。ダシェ艦隊はカダルールの海戦とナーガパッティナムの海戦でジョージ・ポコック率いるイギリス艦隊に苦戦した後、冬季モンスーンが訪れる前にインド水域から離れた。この時期にコロマンデル海岸に留まることは難しく、ダシェ艦隊はポンディシェリーから2か月間の航行を経てイル＝ド＝フランスへ向かった。一方のイギリスはインド西海岸の良港ボンベイを領有していたので戦場近くに留まることができた。この停泊地の差は早くも結果に影響した。1759年2月、イギリス艦隊はマドラス沖に現れ、フランス軍に包囲されていたマドラスに補給を送った。ラリー伯爵はこの補給を見てマドラスの包囲を解いた。
両軍とも補給を受け取ってから1759年の戦役に挑んだ。ここでもポコック率いるイギリス艦隊のほうが行動が早く、4月にはボンベイを出て、ラリー伯爵以下フランス軍の駐留するポンディシェリーの海上封鎖を再開した。一方のフランス軍は難しい情勢にあった。フランス海軍は資源の大半を大西洋のほうに傾注していたが、カナダではすでにルイブール要塞やノバスコシアが陥落しており、西アフリカ海岸では全ての植民地が占領され、唯一残った西インド諸島も連絡を保つことが難しかった。
イル＝ド＝フランスの本部ではダシェ艦隊への増援に熱心であった。ダシェ艦隊は1757年から1758年までにかけて、74門戦列艦1隻とフランス東インド会社の船8隻で編成されていたが、増援の後は74門戦列艦1隻、ミシェル＝ジョゼフ・フロガー・ド・レギーユ率いる64門艦3隻、フランス東インド会社の船7隻で構成された。フランス東インド会社はこの艦隊の編成と資金繰りに大きく関わった。これはマスカリン諸島の資源に拠るものだったが、オランダが中立に留まったおかげでマダガスカルやケープタウンから補給を受けることもできた。そして、フランスにとって幸運なことに、たまたまイギリス東インド会社の商船1隻を拿捕したことで資金不足の問題が大きく解消された。しかし、艦隊の準備に数か月かかることは変わらず、戦闘の開始が遅れてしまった。結局、ダシェ艦隊がインド水域に現れたのは9月のはじめになってのことであった。

## 決着のつかない戦闘
ポコックはポンディシェリーとナーガパッティナムの間でダシェ艦隊を待ち受けていた。ダシェ艦隊が増援を受けている間、ポコック艦隊も補強されていた。ポコック艦隊は1758年には船9隻だったのが、今や戦列艦9隻とイギリス東インド会社の武装した船2隻と計11隻になっていた。ポコック艦隊は数で優勢だった上、戦列艦が多かったため質もダシェ艦隊より上であった。戦列艦の火力はたとえ大砲の数が同じでも、東インド会社の船の火力を上回り、また戦列艦の船員はみな戦闘に特化した訓練を受け、一方のイースト・インディアマンはその根底が商船であり、船員たちは戦闘に特化した訓練を受けなかった。

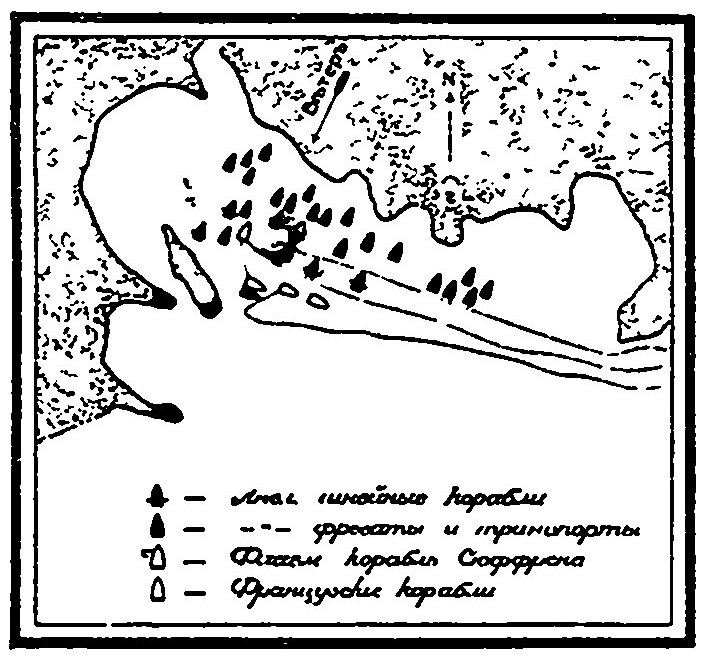
ポンディシェリーの海戦

ポコックはオランダのナーガパッティナム総督から水域通過の許可を得られなかったため、セイロン島のトリンコマリーで燃料を補給しようとした。その最中の9月2日朝、ポコック艦隊のフリゲートのリヴェンジがセイロン沖でダシェ艦隊を発見した。ポコックはすかさず追跡しようとしたが、風向や水流が悪かったため追いついたのは10日のことだった。このとき、両艦隊はポンディシェリーの南のポルト・ノヴォ港に近いところにいた。ポコックとダシェ両提督はそれぞれ10時と11時に単縦陣を形成して戦闘に臨んだ。ダシェは自軍が格下にもかかわらず何が何でも押し通すと戦いに挑んだ。戦闘は激しい砲撃の応酬となり、ダシェ艦隊はポコック艦隊の旗艦に砲撃を集中して、それでポコック艦隊を撃破しようとしたが、逆にポコック艦隊の砲撃で激しい損害を受けた。戦闘が2時間続いた後、夥しい損害を受けたダシェ艦隊の縦陣は崩壊しはじめ、指揮が混乱した。ダシェ艦隊の旗艦で74門艦のゾディアックを含むフランス船数隻が修理をしようとして戦線を離脱した。ダシェの副官が操船中に戦死すると、その代役が船を戦列から離れる命令を下し、ダシェはそれを取り消そうとしたときにぶどう弾の直撃を受けて重傷を負った。
ダシェ艦隊の旗艦ゾディアックが離脱すると、ほかの艦船もそれに倣った。ポコック艦隊もひどく損傷しており、追撃できる状況になかった。あるイギリスの歴史家によると、「戦闘の後、イギリス船のうち帆の半分を揚げるものはなく、一方フランス船は1隻がトップマストを失ったほか全ての帆を維持した」という。帆走時代の海戦の常である通り、この海戦でも両方が勝利を主張した。ポコックは制海権を保ったが、戦術的には積荷を保持したまま海域を通過したダシェ艦隊のほうが上手だった。ポコック艦隊はその後、フリゲートのリヴェンジをフランス艦隊の監視に派遣しつつ、ナーガパッティナムに戻って船を修理した。
両軍の損害は不明とする文献もあるものの、フランスの死傷者1,500、イギリスの死傷者569とする文献もある。

## その後

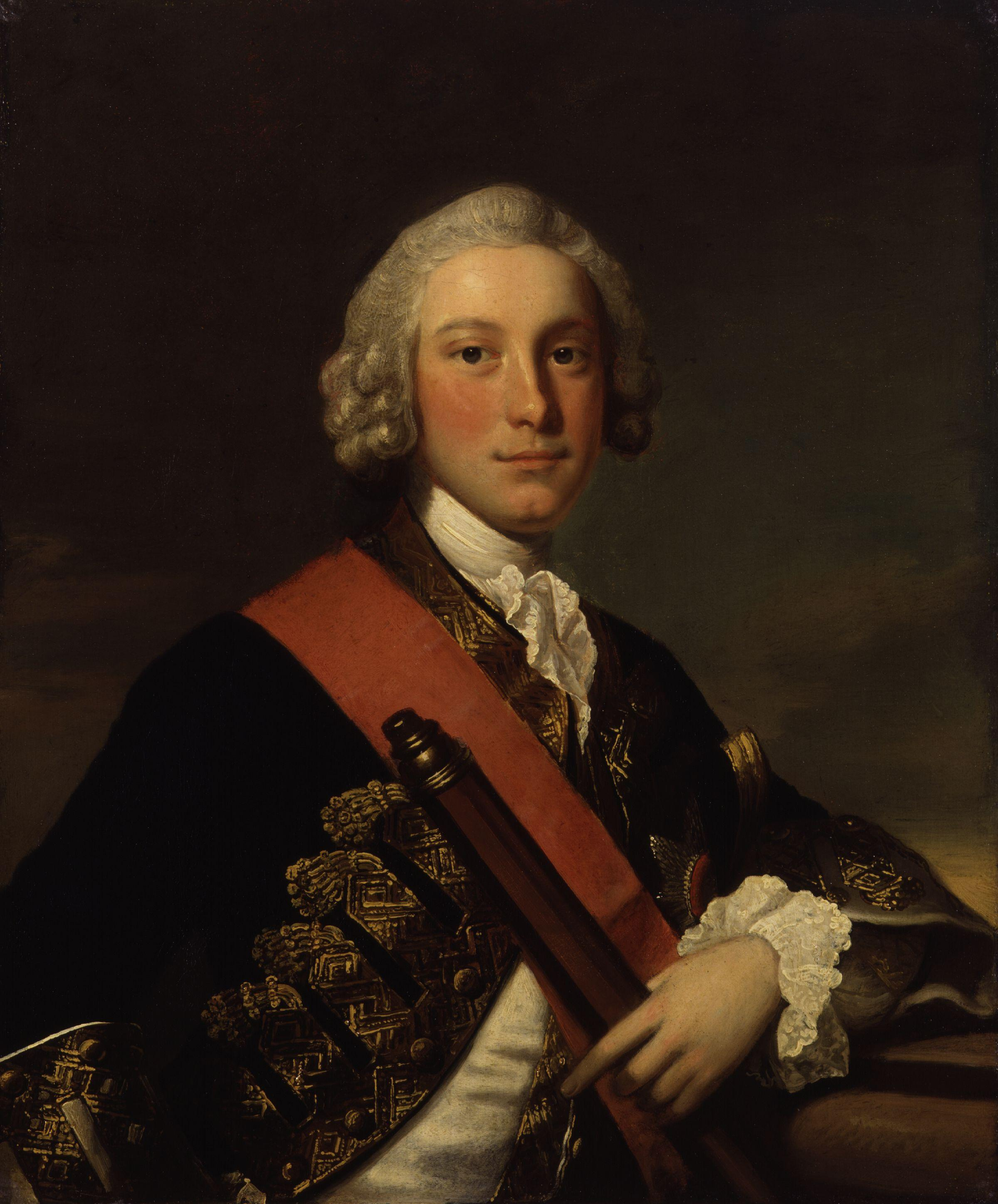
イギリス艦隊を率いたジョージ・ポコック。彼はダシェ率いるフランス艦隊と3度戦い、結局その撃滅に失敗したものの、ダシェ艦隊がイル＝ド＝フランスに撤退したため制海権は保った。肖像画はトマス・ハドソン作、ナショナル・ポートレート・ギャラリー所蔵。

海戦は名目上ではフランスの勝利に終わった。9月15日にはダシェ艦隊がポンディシェリーに到着、増援とともに大金を降ろした。しかし、それは1回きりの勝利となった。増援として派遣された陸軍は圧倒的に不利であったフランスの情勢を逆転するには力不足だったからである。ラリー伯爵は将軍としていい仕事をしたが、外交家としては無能であり、インドのナワーブたちとの同盟を拒否し、現地のヒンドゥー教徒を野蛮として顧みず、ヨーロッパ人だけで戦争しようとしてセポイを軽蔑した。また、気難しいラリー伯爵は士官やフランス東インド会社の社員たちとたびたび争いをおこした。そのため、ダシェによるポンディシェリーへの増援は効果がほとんどなかった。
ダシェは12日間ポンディシェリーで停泊した後、9月27日に出港してイル＝ド＝フランスに戻った。この早すぎる出港の理由は10月に訪れる冬季モンスーンのほか、もう1つの理由があった。戦後の軍法裁判でラリー伯爵に対し不利な証言をしたダシェがこのとき、ラリー伯爵と不和をおこしたからであった。
戦争は1759年時点ではまだ決着がつかなかったが、同じく増援を受けて、しかもセポイの採用に抵抗がなかったイギリス軍が有利になっていた。イギリス軍はカーナティック地方の失地を回復、続いて1760年3月にイングランドからの兵士4千、セポイ1万以上、戦列艦16隻でポンディシェリーを包囲した。完全に包囲されたポンディシェリーに増援や補給が来ることはなく、ラリー伯爵は必死に抵抗したものの1761年1月に降伏せざるをえなかった。ポンディシェリーはその後、ダシェがフランスへ戻る直前にイギリスにより破壊された。フランスは1763年のパリ条約でポンディシェリーを回復したが、インドにおける政治的影響を放棄した。